# Движение за национальную независимость Латвии
Движение за национальную независимость Латвии (латыш. Latvijas Nacionālās Neatkarības Kustība, сокращённо ― ДННЛ (латыш. LNNK)) ― политическая организация в Латвии, действовавшая с 1988 года до середины 1990-х годов.

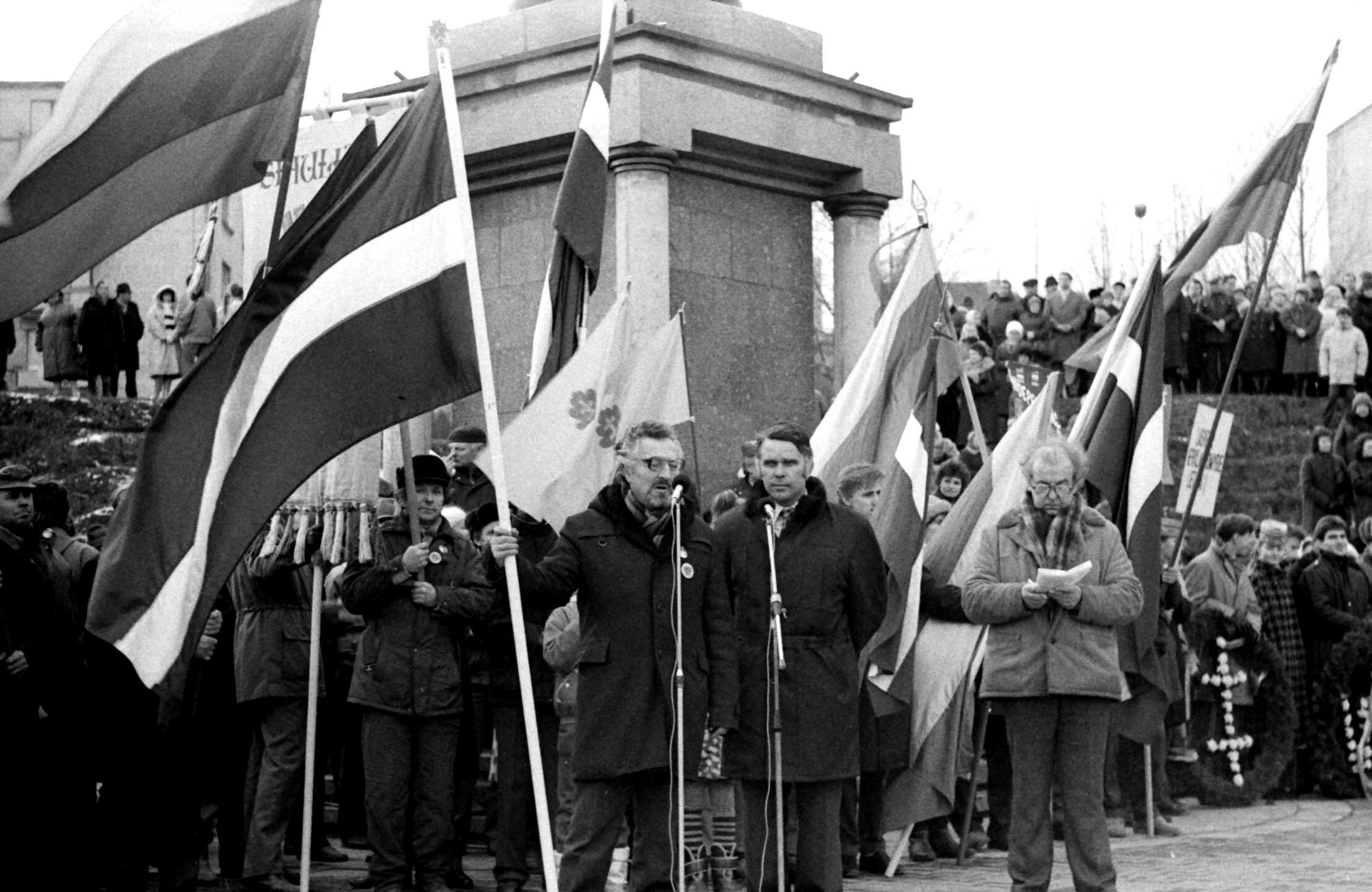
Делегация партии на митинге в Шяуляе, Литва. 16 февраля 1990 г.

Образовалась как радикальное крыло латвийского националистического движения. В отличие от Народного фронта Латвии, который изначально поддерживал идею о большей автономии для Латвии в рамках СССР, сторонники ДННЛ с самого начала выступали за провозглашение независимости. Лидерами ДННЛ были Эдуард Берклавс, Александрс Кирштейнс, Андрейс Крастиньш, Эйнарс Репше, Висвалдис Лацис и Юрис Добелис.
После того, как Латвия вновь обрела независимость, ДННЛ стало национально-консервативной политической партией. Партия получила 15 мест из 100 на парламентских выборах 1993 года и стала влиятельной оппозиционной партией. В том же году выставила своего кандидата на пост премьер-министра страны, Иоахима Зигериста, который уступил только на один голос и получил второе место. ДННЛ выиграли муниципальные выборы в столице Латвии, Риге в 1994 году, но после этого популярность партии быстро угасла. Она потеряла половину своих мест в парламенте после выборов 1995 года и в конце концов слилась с Tēvzemei un Brīvībai (партией Отечеству и свободе), другой правой партией с похожим происхождением.
После вхождения в альянс с партией «Отечеству и свободе», политическое объединение стало всё более активно продвигать идеи о «латышском» видении будущего Латвии. Со стороны руководства партии имел место ряд спорных заявлений о поощрении потребления латвийских товаров и предупреждение о возможных опасностях со стороны нелатышей.
В соседней Эстонии существовала организация с аналогичными целями и практически идентичным названием ― Партия национальной независимости Эстонии.